# Leda e il cigno (Clésinger)
Leda e il cigno (Léda et le Cygne) è un gruppo scolpito nel marmo dallo scultore francese Auguste Clésinger nel 1864 e conservato al museo di Piccardia ad Amiens. L'opera venne acquistata dallo stato francese nel 1865.

## Descrizione
Quest'opera si ispira a un episodio della mitologia greca. Secondo Omero, Zeus (trasformato in cigno) sedusse e si unì con Leda. Dai suoi amori con il dio, Leda ebbe due figli, Elena e Polluce. Oltre al gruppo di Clésinger, nel museo di Piccardia si trova un'altra opera su questo tema artistico, che venne scolpita da Jules Roulleau.
Questo gruppo scolpito nel marmo bianco è composto da due elementi: Leda è rappresentata nuda, in una posa lasciva, sdraiata su un lenzuolo plissettato, con la gamba sinistra allungata mentre la destra è piegata in avanti e appoggia il ginocchio sulla coscia sinistra. Questa posa particolare è tipica delle statue dell'artista che affrontavano i temi dell'amore e della morte, come quella sulla morte di Cleopatra. La testa di Leda è leggermente inclinata all'indietro, ella appoggia l'avambraccio sinistro al suolo mentre con la mano destra stringe il cigno. L'uccello, dalle ali spiegate, appoggia il proprio corpo sulla coscia destra di Leda, mentre il suo collo, che è ondulato come quello di un serpente, lascia che il becco carezzi il mento di Leda. Non è necessario sottolineare il carattere erotico della scena, che precede il rapporto vero e proprio che si sta per consumare tra i due.